# Музей истории запорожского казачества

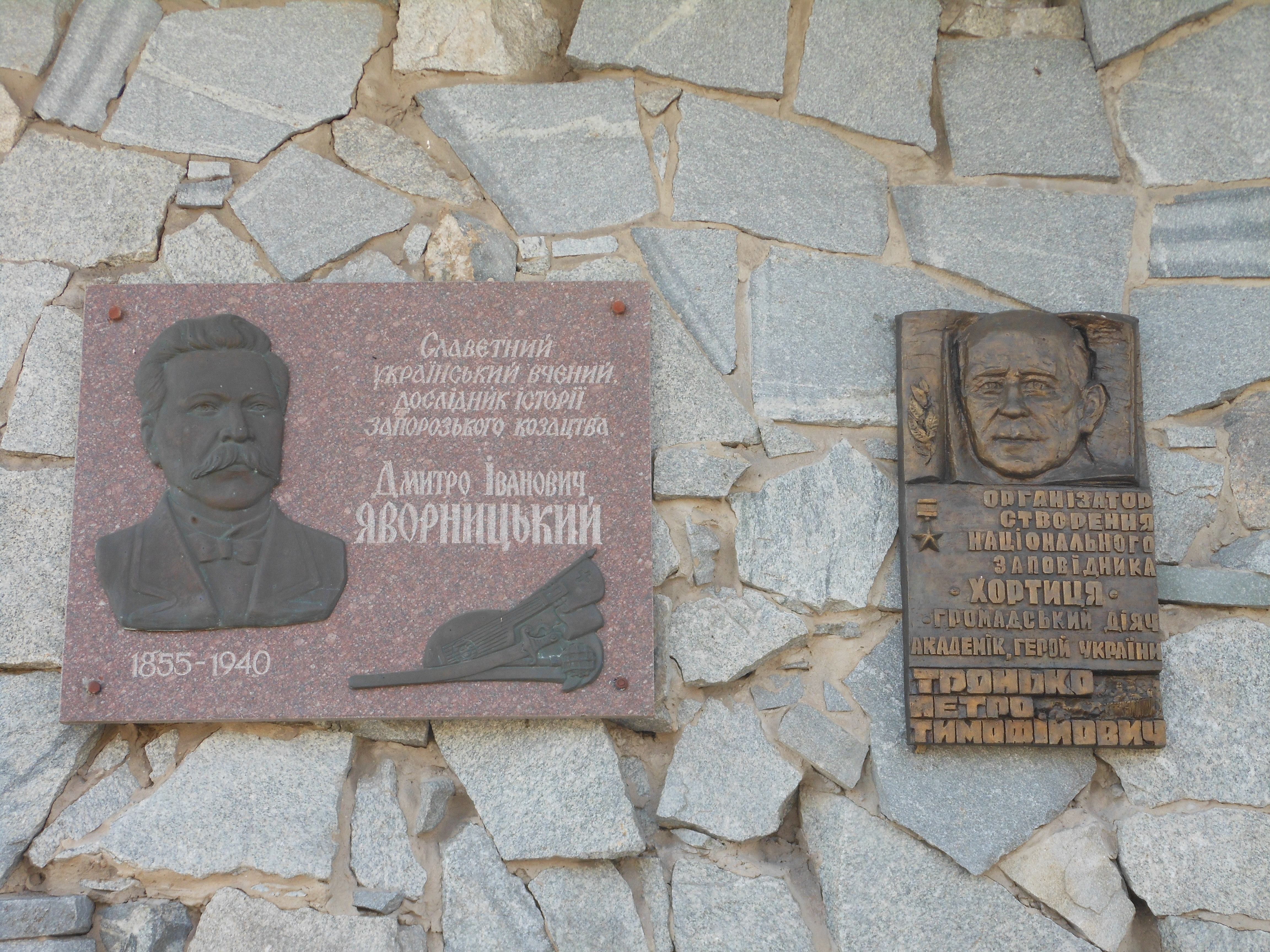
Памятные доски Дмитрию Яворницкому и Петру Тронько

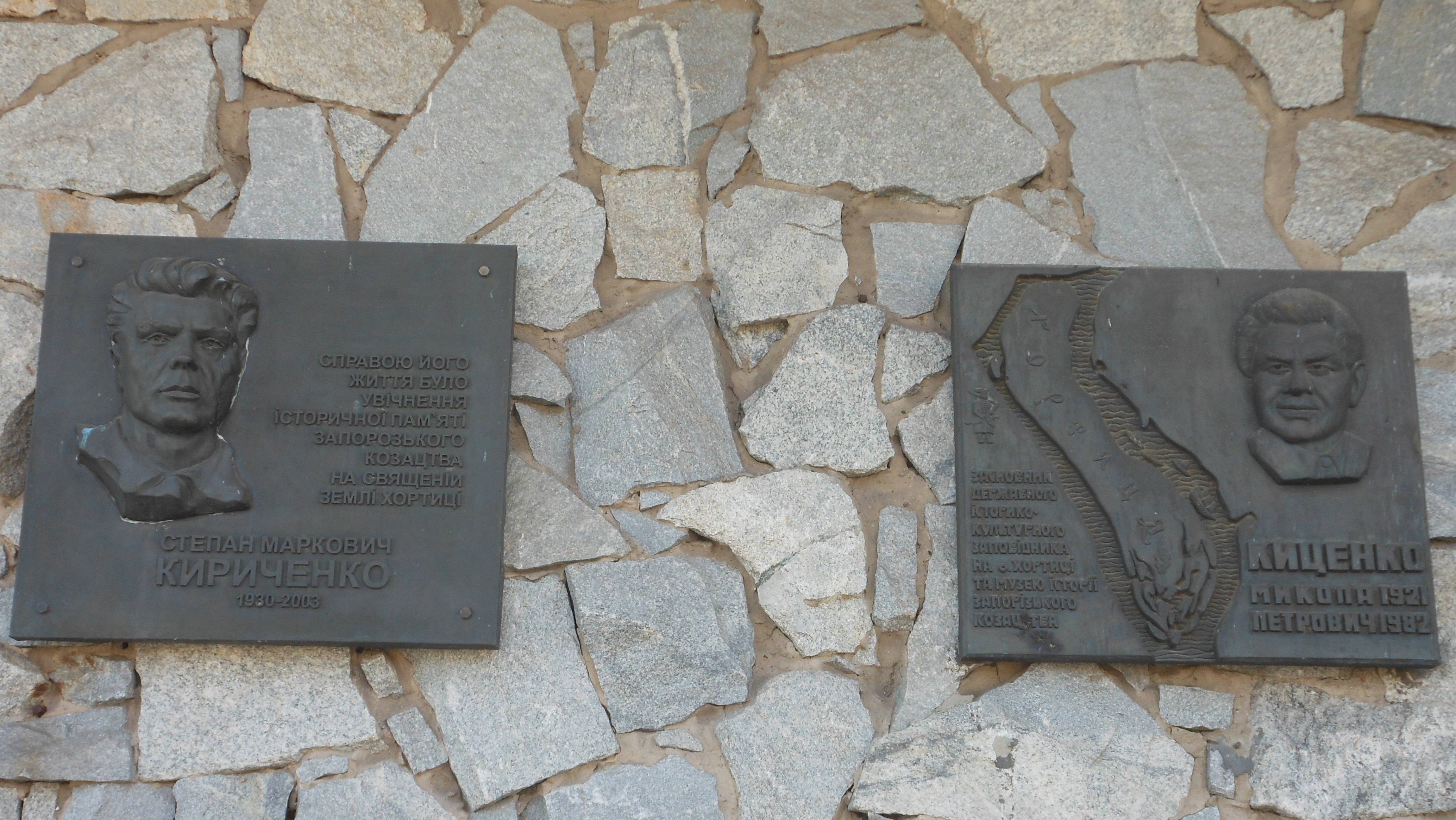
Памятные доски Степану Кириченко и Николаю Киценко

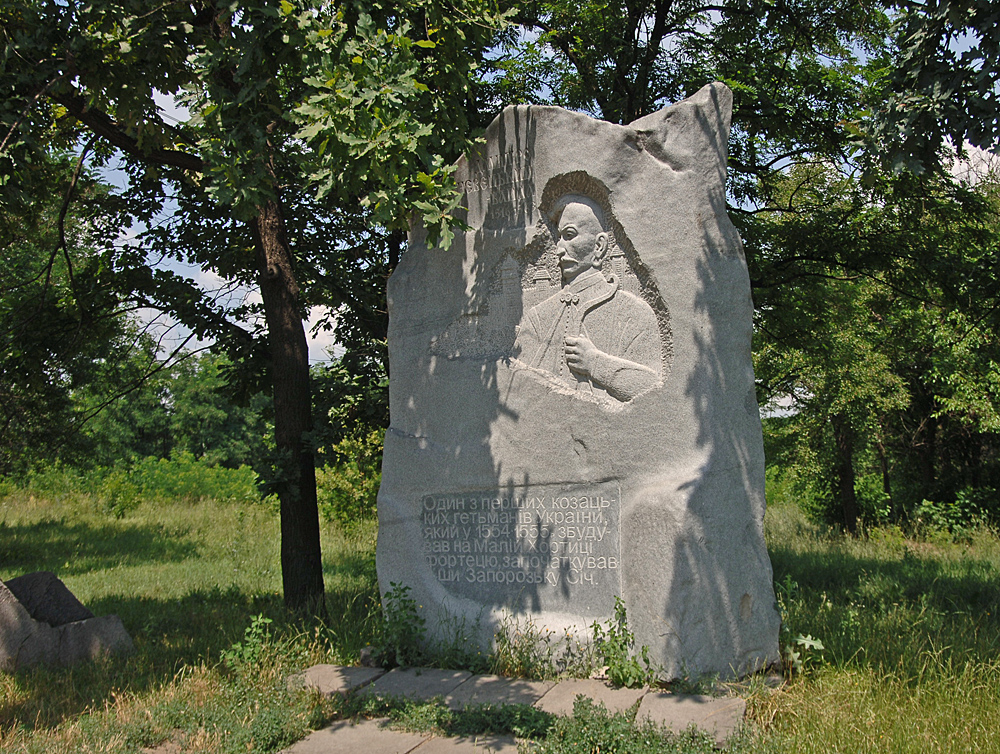
Памятник Дмитрию Вишневецкому

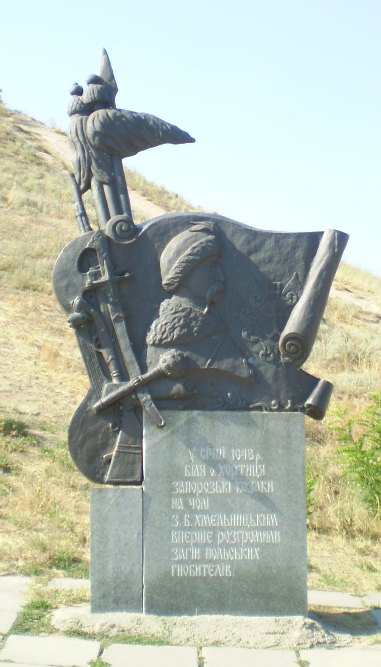
Памятник в честь разгрома поляков запорожскими казаками во главе с Богданом Хмельницким

Музей истории запорожского казачества (укр. Музей історії запорозького козацтва) находится на острове Хортица в Запорожье и входит в состав Национального заповедника «Хортица».
В экспозиции музея представлены следующие разделы: «Запорожский край в древнейшие времена», «Запорожье в период Киевской Pycи», «Запорожье в казацкие времена», «Заселение Запорожского края в конце XVIII—XX вв». Действуют четыре диорамы: «Битва киевского князя Святослава», «Военный совет на Сечи», «Освобождение г. Запорожье 14 октября 1943».

## Музейный фонд
К наиболее ценным собраниям музейных фондов относятся:
- Коллекция каменной скульптуры эпохи бронзы и средневековья,
- Коллекция культовых предметов: одежда православных священников, церковная утварь (потиры, подсвечники, кресты и иконы нательные, иконы-складни, XIII—XIX вв.), казацкие надгробные кресты;
- Коллекция старопечатных книг XVII—XVIII вв., среди которых наиболее интересны Чинопоследование (1757) из церкви Покровской Сечи и Атлас Российский (1745) с подробной картой «Малой Татарии с граничащими Киевской и Белгородскими губерниями», на которой обозначена Запорожская Сечь,
- Коллекция иконописи XVIII — нач. XX в.
- Коллекция одежды и прикладных тканей XVIII — нач. XX в.,
- Коллекция посуды от эпохи бронзы до XX в.,
- Коллекция кафеля XVII—XIX вв. (в том числе с Каменской и Покровской Сечей, крепости Кодак XVII в.),
- Коллекция монет XVI—XX вв.,
- Коллекция открыток XIX — нач. XX в.,
- Коллекция оружия XVII—XVIII вв. (пороховницы, сабли, ятаганы, пушки, ружья, в том числе пищаль XVI в.),
- Коллекция самоваров XIX — нач. XX в.
- Коллекция кожаных изделий, найденных на месте Берестейской битвы (XVII в.): ольстра (седельная кобура), сапоги, футляры для ложек, сумки для пуль;
- Комплекс предметов укрепления на о. Байда (XVI в.): редкого типа сабля, ручная пищаль, коллекция боевых топоров и форм для литья пуль, каменные пушечные ядра и наконечники копий;
- Комплекс вещей периода существования Запорожской верфи 1736—1739 гг.
- Коллекция якорей, пушек, корабельные бомбы, оружие и личные вещи казаков и российских солдат.

## Идея создания
В 60-х годах XX в., во время хрущёвской «оттепели», в украинском обществе распространяются идеи возрождения национальных традиций. В первую очередь это проявляется в намерении увековечения памяти о запорожском казачестве. В это время возникает проект создания историко-культурного заповедника и Музея истории запорожского казачества на острове Хортица.
Над тематической структурой Музея работали выдающиеся ученые, такие как исследователь запорожского казачества Елена Апанович, член-корр. АН УССР Кость Гуслыстый и др. В редакции 1966 года тематика экспозиции полностью освещала историю запорожского казачества от его формирования до ликвидации, показывала влияние казачества на дальнейшую судьбу украинского народа.
Содействовали открытию музея М. П. Киценко, П. Т. Тронько при поддержке общественных организаций, в частности, писателей М. Рыльского, П. Тычины, Олеся Гончара и др.
Однако к началу 70-х годов XX в. идея создания Музея истории запорожского казачества на Хортице была признана не соответствующей политике Правительства СССР и КПСС. Инициаторы создания музея казачества были обвинены в попустительстве «националистическим иллюзиям и пережиткам» и устранены с занимаемых должностей.

## Музей истории Запорожья
Вместо Музея истории запорожского казачества 14 октября 1983 г. на Хортице был открыт Музей истории Запорожья, экспозиция которого показывала историю края от древнейших времен до современности. При этом истории запорожского казачества был посвящён один раздел экспозиции. Значительная часть экспозиции была посвящена революционной борьбе и социалистическому строительству в городе Запорожье.
Авторами проекта музейного помещения является группа архитекторов под руководством М. А. Жарикова и В. Г. Стефанчука. Над оформлением экспозиции музея работали украинский советский художник-монументалист, заслуженный деятель искусств УССР А. В. Гайдамака и украинский художник-оформитель, лауреат премии Ленинского комсомола, И. Г. Скорупский.

## Музей запорожского казачества
На волне Перестройки национальное возрождение и усиление интереса к изучению запорожской тематики в 1980-х гг. обусловило перепрофилирование музея в Музей истории запорожского казачества (1988). Вследствие этого, из его экспозиции была изъята значительная часть материалов советского времени. Освобожденные площади используются для проведения различных выставок, посвящённых казацкой тематике. Со 2 июня 2015 г. музей прекратил приём посетителей в виду начавшегося процесса комплексной реэкспозиции.

## Галерея

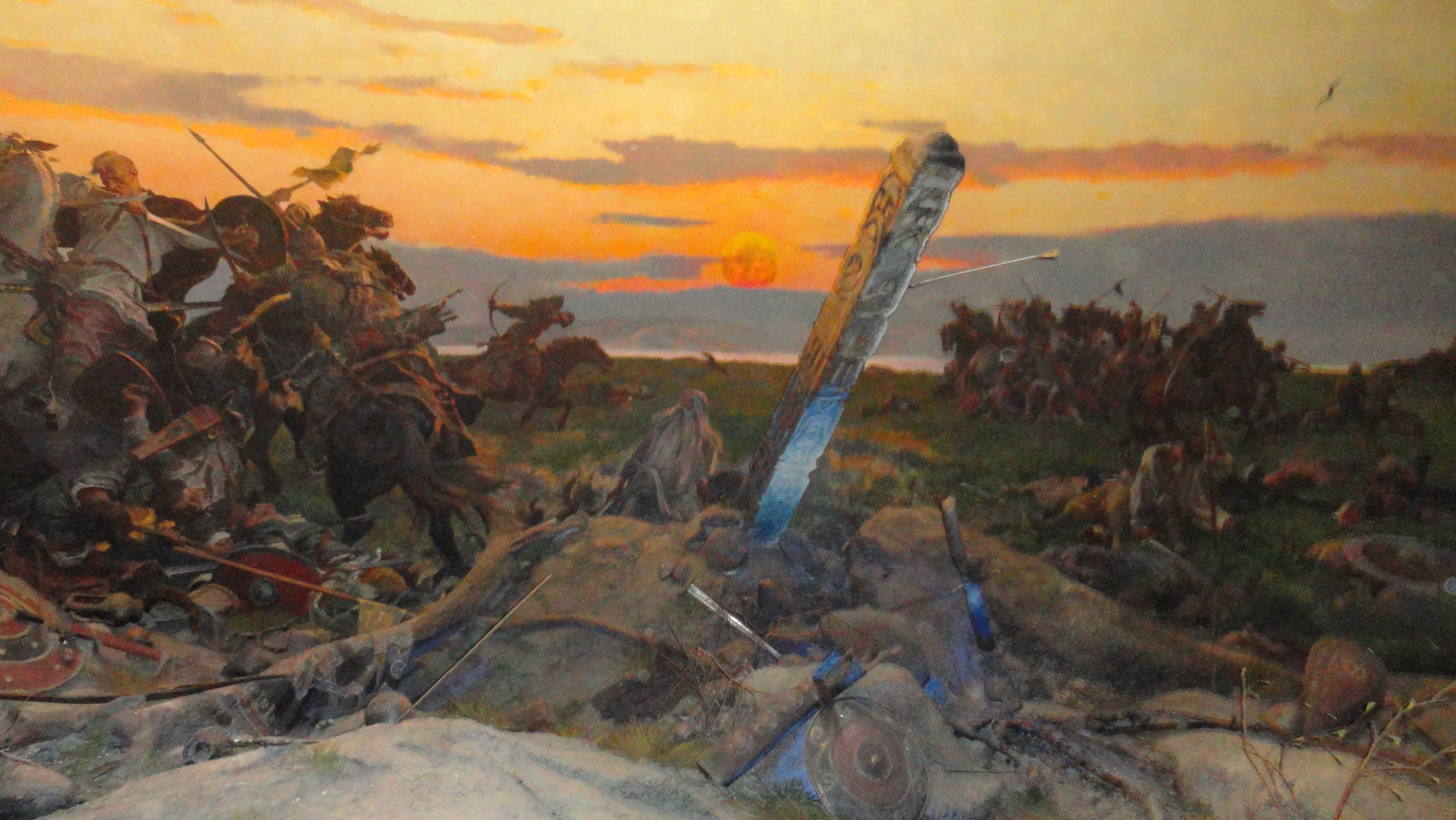
Диорама «Битва Святослава»
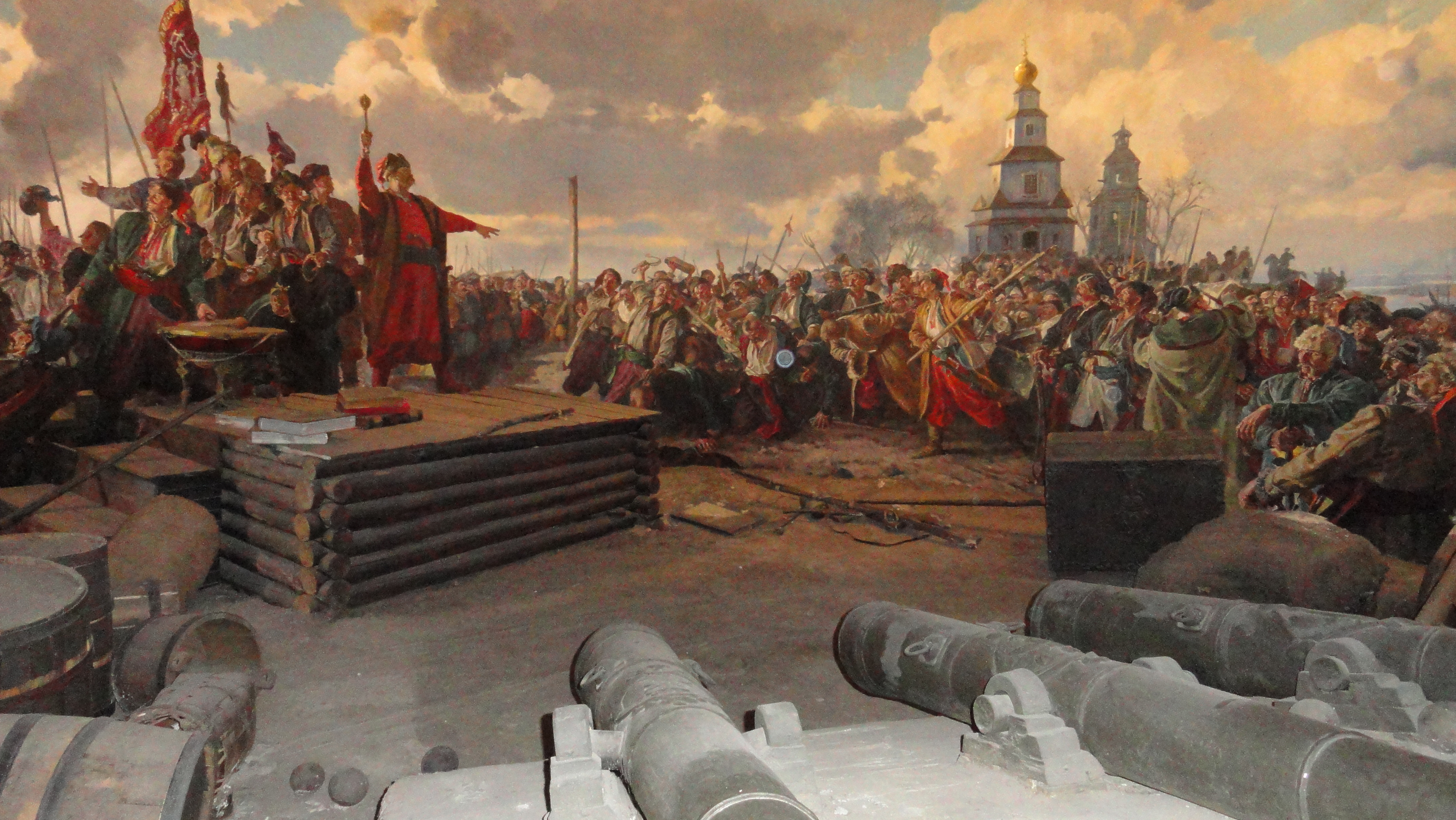
Диорама «Военный совет на Сечи»
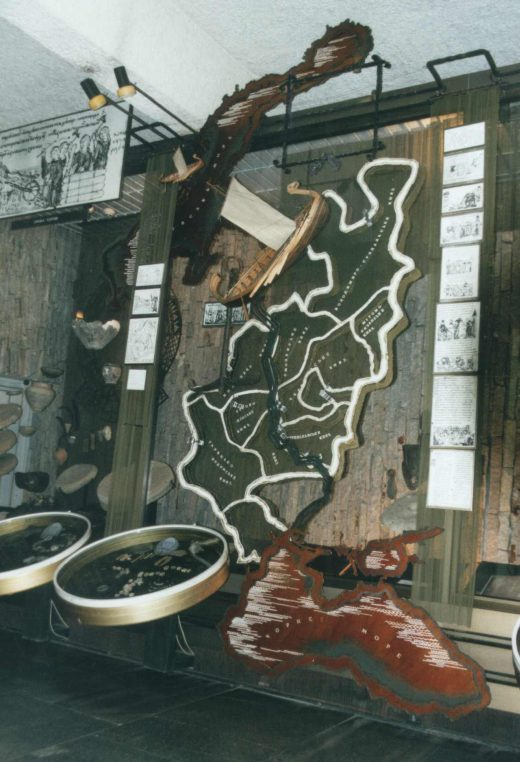
Путь из варяг в греки
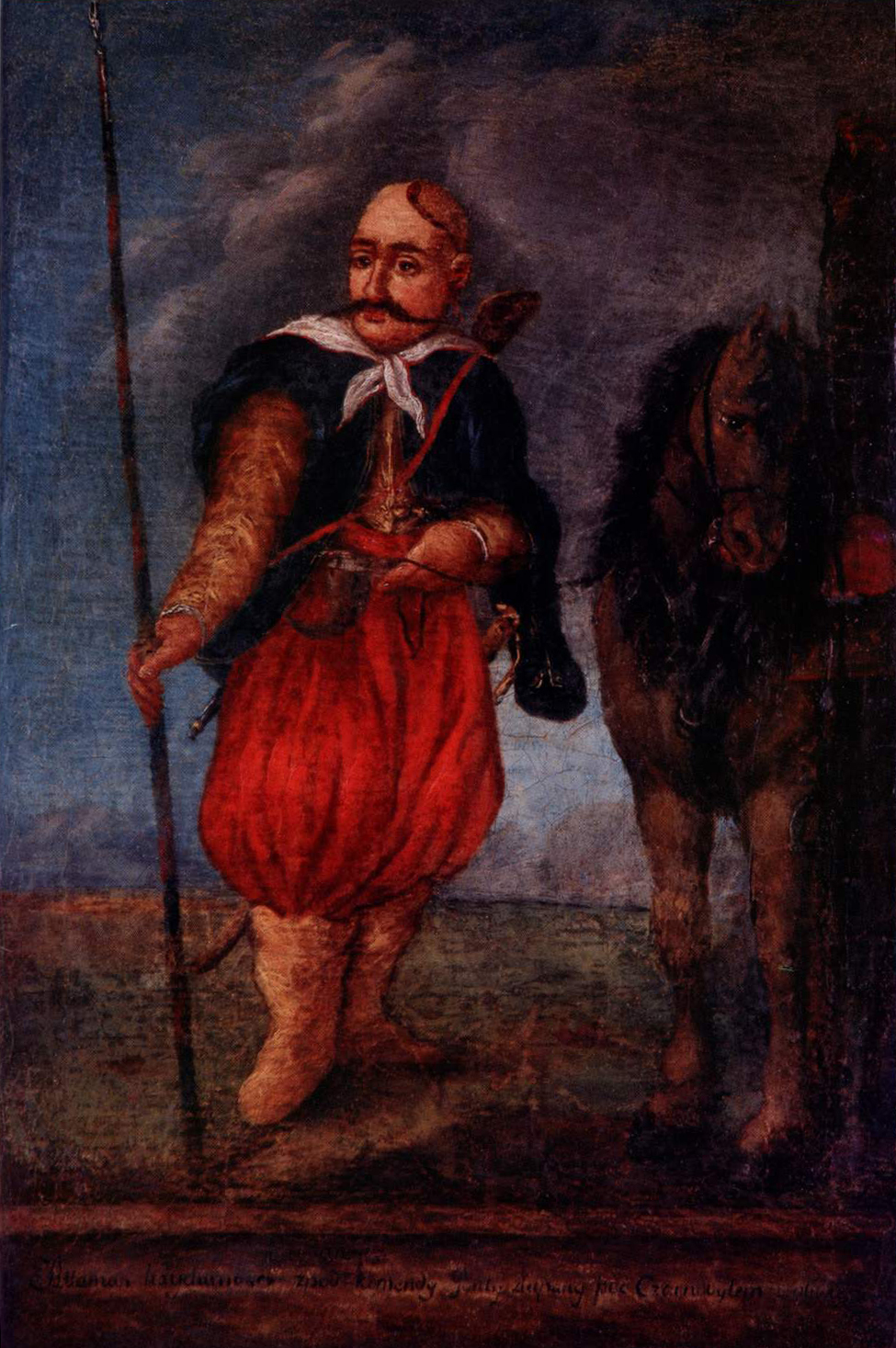
Гайдамак Иван Бондаренко
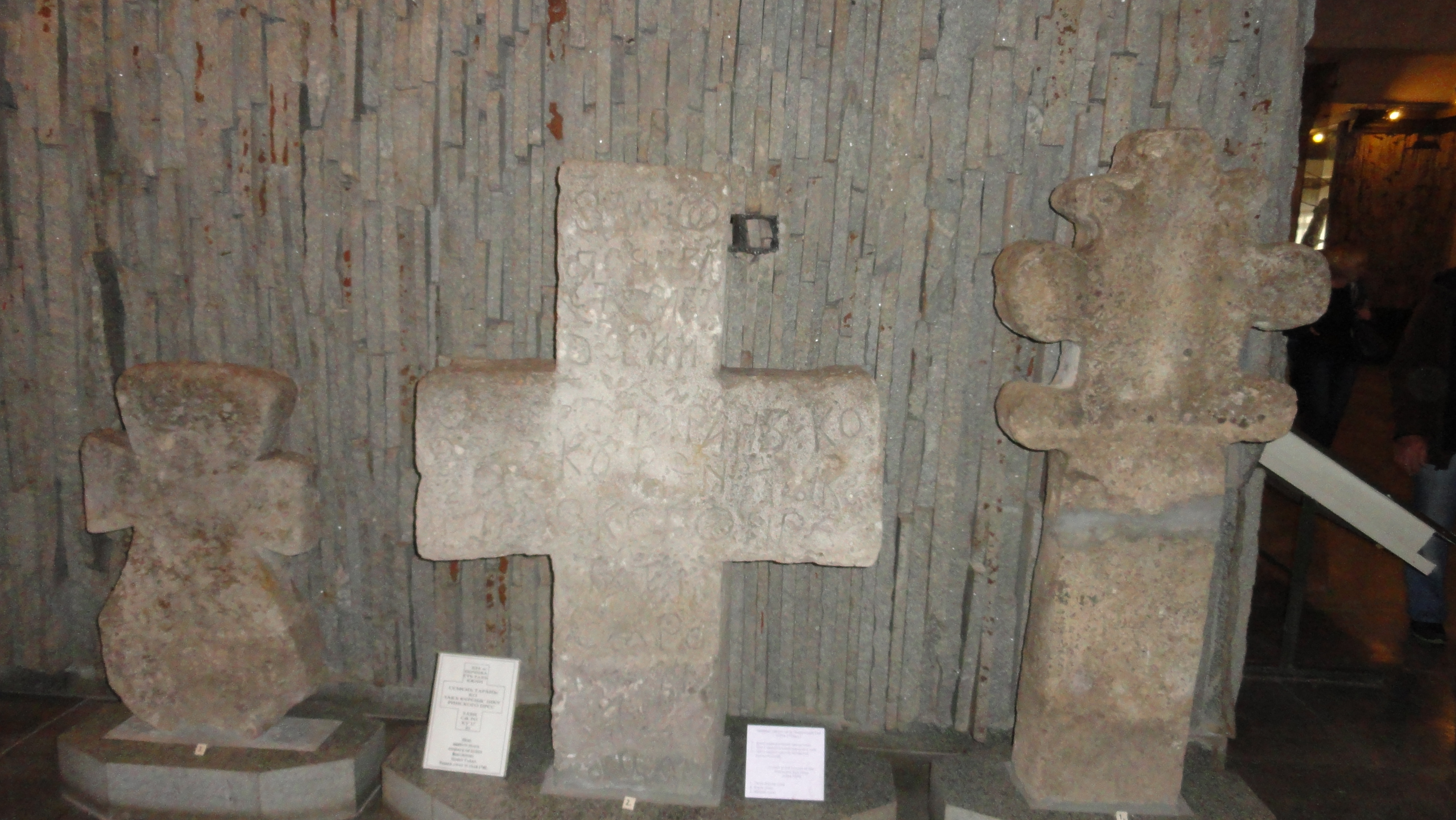
Казацкие кресты